# Alma Seidler
Alma Seidler est une actrice autrichienne, née le 8 juin 1899 à Leoben et morte le 8 décembre 1977 à Vienne.

## Biographie
Alma Seidler est la fille du ministre-président Ernst Seidler von Feuchtenegg. Elle entre dans l'ensemble du Burgtheater en 1918 et y reste jusqu'à sa mort. Elle tient des rôles principaux et secondaires.
Après 1945, Alma Seidler, qui jusqu'alors travaille presque exclusivement comme actrice de théâtre, apparaît plus souvent au cinéma. Elle incarne dans des rôles secondaires la femme notable. Dans l'adaptation de la pièce Der Alpenkönig und der Menschenfeind en 1965, elle interprète l'épouse d'Attila Hörbiger. Elle arrête ensuite le cinéma puis tourne des adaptations de pièce à la télévision.
La Kammerschauspielerin obtient en 1959 la médaille Kainz pour son interprétation de Mrs. Dowey dans la pièce The Old Lady Shows Her Medals de J. M. Barrie.
Après sa mort, on décide de créer une récompense pour lui rendre hommage, un anneau qui distinguera la meilleure actrice de théâtre germanophone. Cet anneau est un pendant à son homologue masculin, l'anneau d'Iffland. Werner Krauss, le porteur de l'anneau d'Iffland, décédé en 1959, l'aurait donné à Alma Seidler selon sa veuve, si les femmes n'en avaient pas été exclues de sa tradition.

## Filmographie

### Cinéma
- 1945 : Wo ist Herr Belling? d'Erich Engel
- 1948 : Arlberg-Express : Lissy
- 1948 : Der Engel mit der Posaune : Pauline Drauffen, geb. Alt
- 1949 : Vagabonds : Eine Mutter
- 1949 : L'Or blanc : Vergeinerin
- 1950 : Cordula : Rosa Rachoinig
- 1950 : Der Seelenbräu
- 1950 : Le quatrième commandement : Sidonie Hutterer - seine Frau
- 1951 : Le Paysan allègre : Mrs. Harrison
- 1952 : Frühlingsstimmen : tante Anna Böhm
- 1952 : Vienne, premier avril an 2000 : Reporterin
- 1953 : Einmal keine Sorgen haben : Frau Blumenblatt
- 1953 : Franz Schubert
- 1954 : Bruder Martin (de)
- 1954 : Der Komödiant von Wien : Girardis Mutter
- 1954 : Le Beau Danube bleu (Ewiger Walzer) : Fürstin Metternich
- 1955 : Mozart : Muter Gottlieb
- 1955 : Trois Hommes dans la neige : Mutter Hagedorn
- 1957 : Die Heilige und ihr Narr : Lisa
- 1957 : L'Aubergiste des bords du Danube (Die Lindenwirtin vom Donaustrand) : Kathie
- 1957 : Die unentschuldigte Stunde : Resi
- 1957 : Skandal in Ischl : Erzherzogin Marie Antonie
- 1957 : Wien, du Stadt meiner Träume : Mutter Lehnert
- 1958 : Eva küßt nur Direktoren : Frau Morawetz
- 1958 : Hoch klingt der Radetzkymarsch : Josefine Fischbacher
- 1958 : Résurrection : Tante Marja
- 1959 : Panoptikum 59
- 1960 : Le Brave Soldat Chvéïk : Rosa (non crédité)
- 1961 : Jedermann : Jedermanns Mutter
- 1961 : Les Aventures du comte Bobby : madame Lussac
- 1964 : Vienne reste toujours Vienne (Die ganze Welt ist himmelblau) : Resi
- 1965 : Der Alpenkönig und der Menschenfeind : Antonie

### Télévision

#### Téléfilms
- 1958 : Ein gewisser Judas : Johanna - die Mutter
- 1960 : Das weite Land : Anna Meinhold-Aigner
- 1962 : Egmont : Mutter
- 1964 : Ein Volksfeind : Frau Stockmann
- 1967 : Ostwind : Frau Bamberg
- 1968 : Des Meeres und der Liebe Wellen : Heros Mutter
- 1969 : Vanillikipferln : Schwester Mathilde
- 1970 : Der Tag der Tauben : Patrona
- 1972 : Das bin ich - Wiener Schicksale aus den 30er Jahren: Österreich zwischen Demokratie und Diktatur : Frau Moritz
- 1976 : Der Raub der Sabinerinnen : Friederike
- 1977 : Der Unverbesserliche : Frau Brunnhofer
- 1977 : Mich hätten Sie sehen sollen! : Sybille Schmidt-Blumenhausen / Gräfin Viktoria
- 1978 : Der Spinnenmörder : Cornelia Gorder